# Hjälm m/1846

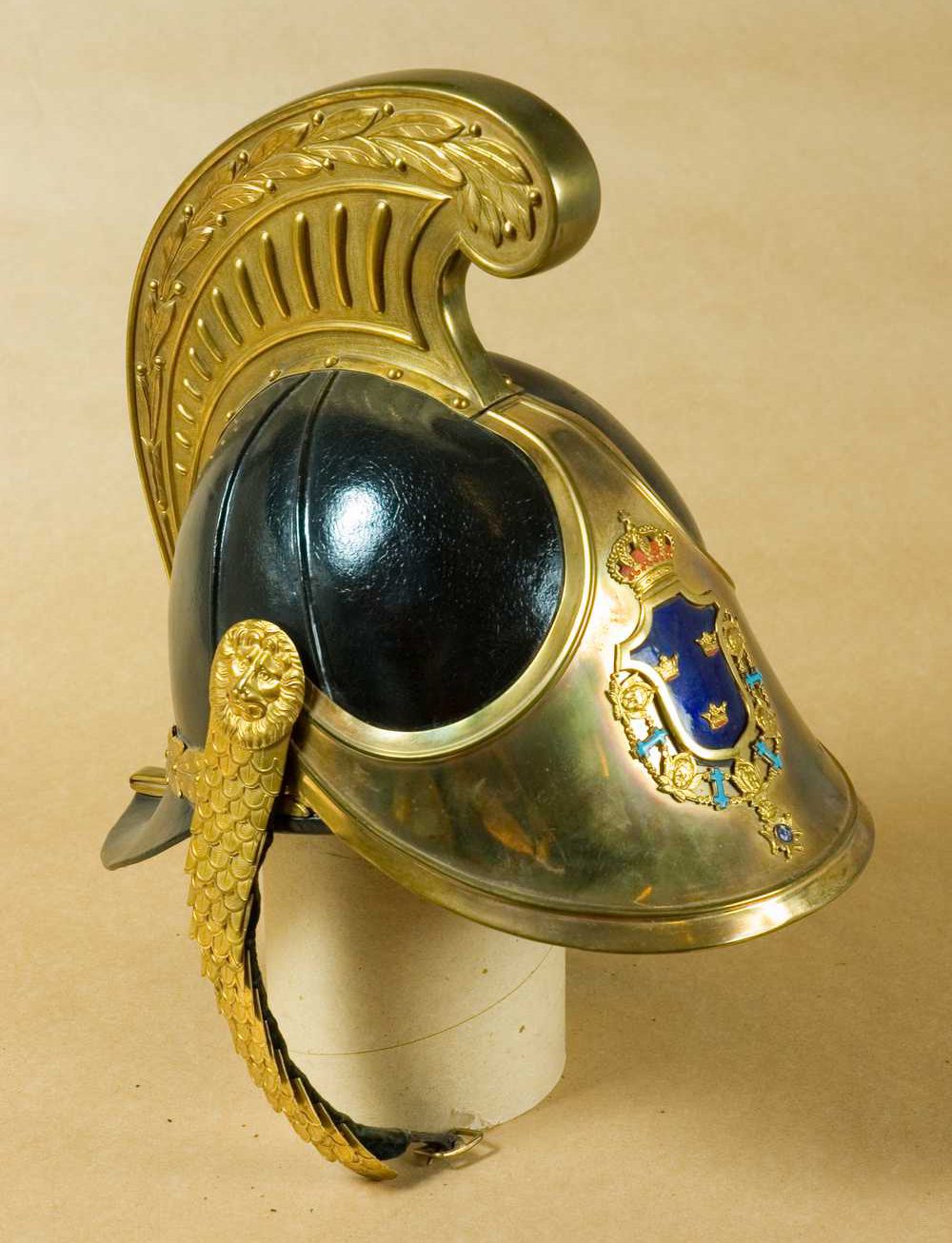
Hjälm m/1846 för officer vid Livregementets dragonkår.

Hjälm m/1846 var en hjälm som användes inom försvarsmakten (dåvarande krigsmakten).

## Utseende
Denna hjälm är tillverkad i svart läder med en förgylld vapenplåt som även är blåemaljerad hos officerare. 

## Användning
Hjälmen användes vid Livregementets dragoner (K 2) som ersättning för hjälm m/1823 och ersattes senare av hjälm m/1895. 

## Fotografier

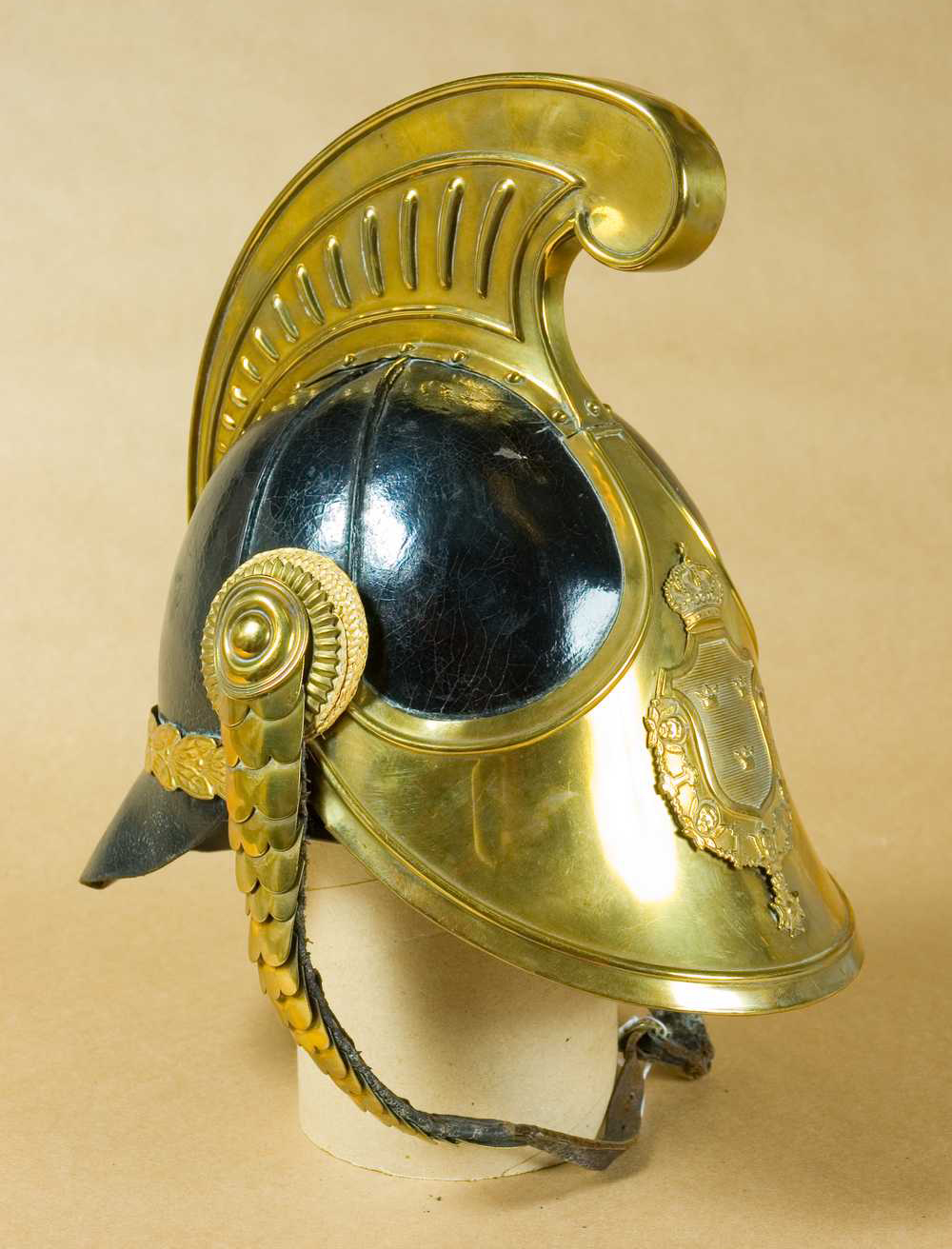
Hjälm m/1846 för manskap vid Livregementets dragoner (K 2).